# Климовицький повіт
Климовицький повіт (рос. Климовичский уезд) — адміністративна одиниця Могильовської губернії Російської імперії, що існував в 1777—1923 роках. Повітове місто — Климовичі.

## Історія
Повіт утворений 22 березня 1777 р. у складі Могильовського намісництва. У 1796 р. Могильовське намісництво і Климовицький повіт були скасовані і включені до складу Білоруської губернії. У 1802 р. Климовицький повіт був відновлений вже в складі Могильовської губернії.
З 1919 р. Климовицький повіт став частиною новоствореної Гомельської губернії Росії.
У 1923 р. Климовицький повіт був скасований і включений до складу новоутвореного Калінінського повіту.

## Населення

мапа Климовицького повіту

Станом на 1 січня 1895 р. чисельність становила 125 963 особи (без міста).
За переписом населення 1897 року у повіті було 143 287 осіб, у тому числі в Климовичах — 4714 осіб.

### Національний склад
Національний склад за переписом 1897 року:
- білоруси — 118 347 осіб (82,6 %),
- євреї — 15 415 осіб (10,8 %),
- росіяни — 7667 осіб (5,4 %).

## Адміністративний поділ
У 1913 році в повіті було 13 волостей:
| - Белинковичська — м. Белинковичі, - Березковська — с. Березки, - Забелишинська — с. Забелишин, - Загустинська — погост Загустино, - Костюковичська — м. Костюковичі, - Милославичська — м. Милославичі, - Мошевська — с. Мошеве, | - Надейковичська — с. Надейковичі, - Роднянська — м. Родня, - Тимоновська — с. Тимоново, - Хотимська — м. Хотимськ, - Хотовижська — с. Хотовиж, - Шумячська — м. Шумячи. |